# 高松太一郎
高松 太一郎（たかまつ たいちろう）は日本のクチュールデザイナー、ビスポークテーラー。
イギリス、ドイツ、オーストリア、イタリアの4カ国を渡り、メンズのテーラリング技術を修得。パリのクチュールメゾンではウィメンズのオートクチュール技術を修得している。

## 人物
ウィメンズのオートクチュール技術を修得している日本人でも数少ないオートクチュール経験のあるテイラーである。
テーラード技術で唯一無二の服を生み出していく事をモットーに、コンセプト、デザイン、トワル、パターン作成、生地選定、仕上げ縫製まで一貫した服制作を行うのが特徴。世界各国の著名人の衣裳も担当している。

## 略歴
福岡県福岡市生まれ。東京造形大学卒業。
東京造形大学在学中に渡英し、サヴィル・ロウのメゾンで修行。
その後、プラダにテーラーとして参画。Uomo Collezioneに携わり、北イタリアのテーラリング技術を修得。
2012年にはDolce&Gabbana Sartoria teamにテーラーとして参画。
ACミラン Squadraのufficialeスーツ、サウジアラビア王国の皇族からのオーダースーツの仕立てに携わる。この時期に、ヘッドデザイナーのドメニコ・ドルチェ氏からも指導を受けている。
2018年クリスチャン・ディオール Couture Parisに、オートクチュールのテーラーとして参画。日本エリアのテーラー部門責任者としてオートクチュール服の制作に携わる。
2022年独立。
 

## 参加ブランド
- 2004年　Gieves&Hawks
- 2008年　ERIMATSUI japan（ウェディングドレス部門デザイナー）
- 2012年　PRADA（テーラーとして参画）
- 2015年　Dolce&Gabbana Sartoria team（テーラーとして参画）
- 2018年　Chrstian Dior Couture Paris（オートクチュールのテーラーとして参画）

## 展覧会
- 「東京、青山　テキスタイルの地図」展-スパイラルガーデン[2]
- ひと花を視る-花ひとを観る服まつろわぬ者-void+[3]